# 2175 Andrea Doria
För andra betydelser, se Andrea Doria (olika betydelser).
2175 Andrea Doria eller 1977 TY är en asteroid i huvudbältet som upptäcktes den 12 oktober 1977 av den Schweiziska astronomen Paul Wild vid Observatorium Zimmerwald. Den har fått sitt namn efter italienaren Andrea Doria.
Asteroiden har en diameter på ungefär 3 kilometer.